# 阿南市立大野小学校
阿南市立 大野小学校（あなんしりつ おおのしょうがっこう）は、徳島県阿南市下大野町にある公立小学校。

## 概要
卒業後は阿南市立阿南第一中学校へ進学する。

### 通学区域
- 阿南市

上大野町、下大野町、中大野町

## 沿革
- 1873年（明治6年） - 小学校を開設。
- 1941年（昭和16年） - 大野村国民学校と改称。
- 1947年（昭和22年） - 大野小学校と改称。
- 1954年（昭和29年） - 町村合併により、富岡町大野小学校と改称。
- 1958年（昭和33年） - 市政実施に伴い阿南市大野小学校となる。

## 通学区域が隣接している学校
- 阿南市立吉井小学校
- 阿南市立長生小学校
- 阿南市立中野島小学校
- 阿南市立岩脇小学校
- 小松島市立櫛渕小学校